# Krunoslav Belko
Krunoslav Belko (Zagreb, 20. ožujka 1971.) je hrvatski radijski i televizijski voditelj, spiker i glumac.

### Radijska karijera
- 1992. - Radio Zaprešić
- 1993-1996. - Radio Samobor
- 1996-1997. - Obiteljski radio
- 1998-2000. - Radio Cibona
- 2001-2005. - Obiteljski radio
- 2008-2015. - Antena Zagreb
- 2016.-2022. - Gold FM
- 2022.-danas - Top radio

### Televizijski angažmani
- HTV: 4 zida
- OTV: Serbus Zagreb
- Z1: S nama je bolje

### Filmske uloge
- 1999. Crvena prašina (1999.) kao šefov tjelohranitelj Tyson
- 2000. Nit života (2000.) kao Max
- 2009. Zagrebačke priče kao Inkasator (segment "Inkasator")
- 2012. Noćni brodovi kao prodavač na pumpi
- 2012. Pušenje ubija kao pušač
- 2013. Iza sna kao Sanjin
- 2021. A bili smo vam dobri

### Televizijske uloge
- 2000. Veliki odmor kao Toni
- 2004. Villa Maria kao istražni sudac Orlović
- 2005. Duga mračna noć kao vojnik
- 2006. Balkan Inc. kao Stinčić
- 2011. Pod sretnom zvijezdom kao dr. Olić
- 2013. Stipe u gostima kao Kruno
- 2015. Crno-bijeli svijet kao milicajac #1; 2020. - inspektor
- 2015. Horvatovi kao Edi
- 2016. Zlatni dvori kao agent USKOK-a
- 2019. Klub mesara koji pjeva kao Karl
- 2020. Nestali kao Unproforac
- 2021. Minus i plus kao redatelj
- 2022. Kumovi kao ministarov vozač

Daje glas za dokumentarne filmove i serije, televizijske i radijske reklame.

### Dokumentarni filmovi i serije
- "I to je Hrvatska" kao spiker teksta (2013.)
- "Memorijal Borisa Hanžekovića" kao spiker teksta (2019.)

### Sinkronizacija
- "Rango" (2011.)
- "Čudovišna priča u Parizu" kao pripovjedač (2011.)
- "Alpha i Omega" kao pripovjedač i glas na radiju (2010.)
- "Koralina i tajna ogledala" (2009.)
- "Divlji valovi" (2007.)
- "Preko ograde" (2006.)

## Vanjske poveznice
- Krunoslav Belko u internetskoj bazi filmova IMDb-u (engl.)